# Qingyang Gong

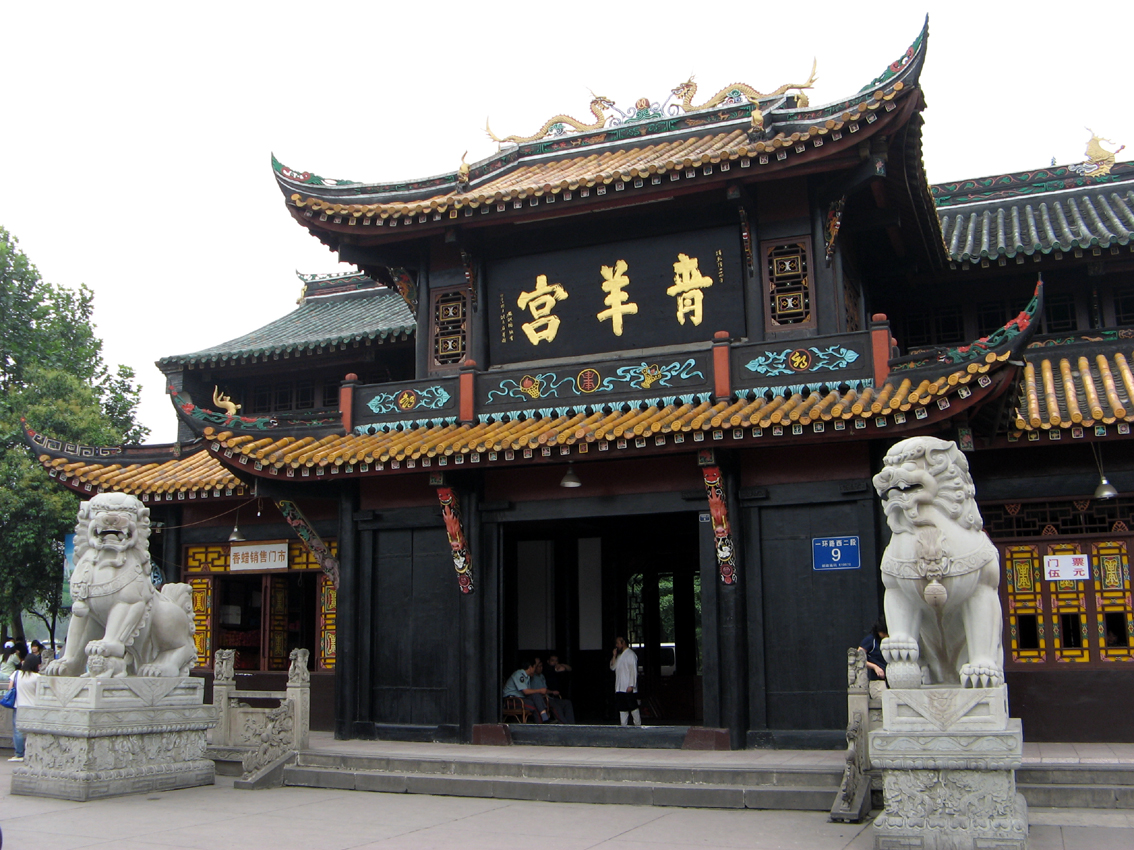
Qingyang Gong

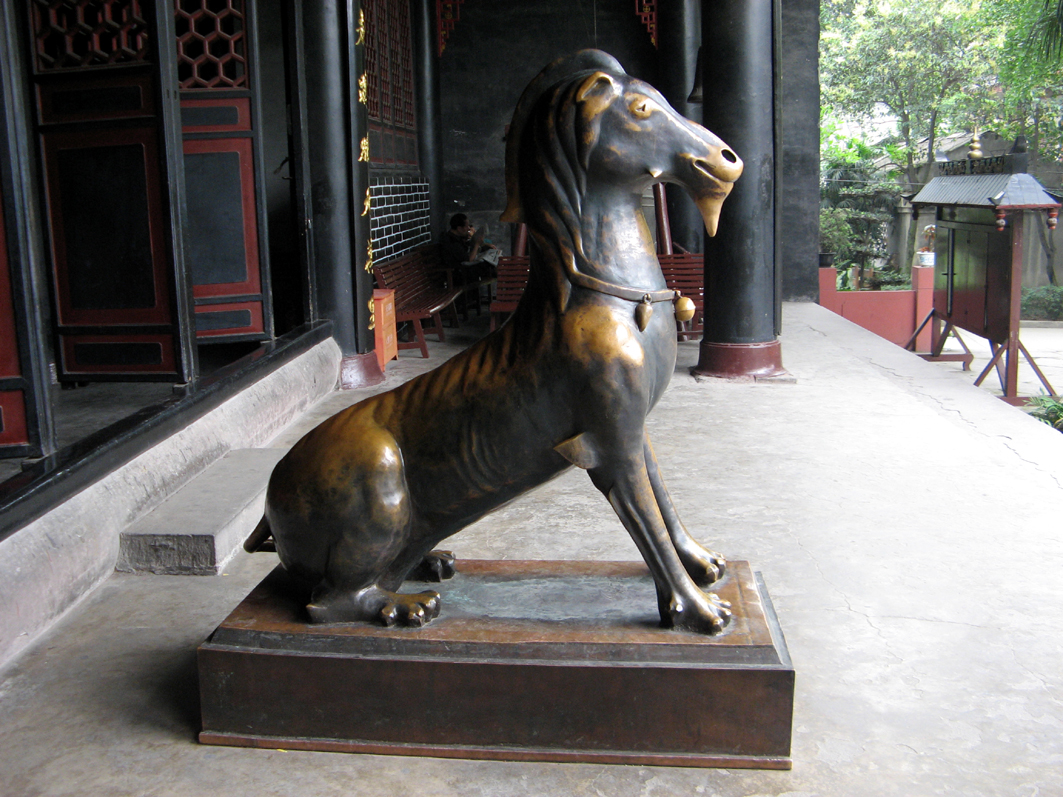
Schwarze Ziege

Der Qingyang Gong von Chengdu (chinesisch 成都青羊宫, Pinyin Chengdu Qingyang gong, englisch Azure Ram Palace/Black Sheep Temple – „Tempel der Schwarzen Ziegen/Palast der Grünen Ziegen/usw.“) ist eine berühmte daoistische Tempelanlage in Chengdu, Provinz Sichuan. Sie gehört zur daoistischen Quanzhen-Schule. Ihre Ursprünge reichen bis in die Zeit der Tang-Dynastie zurück, der jetzige Tempel stammt aus der Zeit der Qing-Dynastie. Die wichtigsten Gebäude des Tempels sind die Lingzu-Halle (Lingzu dian 灵祖殿), die Qiankun-Halle (Qiankun dian 乾坤殿), der Bagua-Pavillon (Bagua ting 八卦亭), die Doulao-Halle (Doulao dian 斗姥殿), die Sanqing-Halle (Sanqing dian 三清殿) und die Tangwang-Halle (Tangwang dian 唐王殿).
Eine bei der Tempelanlage entdeckte Stätte eines alten Keramikbrennofens (Qingyanggong yao bzw. Chengdu yao oder Shu yao) ist nach dem Tempel benannt.